# Dromaeolus compressus
Dromaeolus compressus är en skalbaggsart som beskrevs av Sharp 1908. Dromaeolus compressus ingår i släktet Dromaeolus och familjen halvknäppare. Inga underarter finns listade i Catalogue of Life.